# 久米由基
久米 由基（くめ ゆうき）は、日本の作曲家、ピアニスト。音楽学校アムバックス講師。東京芸術大学音楽学部作曲科卒業。
特定のコンセプトを持ったイージーリスニングCDの楽曲の作曲・演奏といった活動の他、コナミのときめきメモリアル Girl's Sideのイメージアルバムへの楽曲提供といった活動も行っている。音楽ゲームブランド・BEMANIシリーズへの楽曲提供は「Q-Mex」というペンネームを使用している。

## BEMANIシリーズ収録の主な楽曲
※括弧内はゲームで表記される名義、初収録のゲーム名。表記の無いものは「Q-Mex」名義。

### pop'n music
- 宇宙船Q-Mex (pop'n music 3)
- Get on that train （家庭用版 pop'n music 3）
- 映画「SICILLIANA」のテーマ (pop'n music 5)
- 電波の暮らし （Q-Mex feat.フレディー波多江 / pop'n music 6）
- ナタラディーン (pop'n music 9)
- I REALLY WANT TO HURT YOU （pop'n music 9 / pop'n musicに収録の同名ボーカル曲のオーケストラインストゥルメンタルアレンジ）
- ポレポレの雨乞いの唄 (pop'n music 10)
- トロイカダンス （Q-Mex plays "Hirotees." / pop'n music GBに収録の同名曲のアレンジ）
- E-TEN-RAKU (pop'n music 11)
- La Peche du Pierrot （pop'n music 12 いろは）
- 白鳥SAMBA 〜 サン＝サーンス・動物の謝肉祭より （家庭用版 pop'n music 13 カーニバル / 『動物の謝肉祭』のアレンジ）
- Canal Grande （pop'n music 15 ADVENTURE）
- マハラディーン （pop'n music 16　PARTY）
- 映画「ジェノヴァの空の下」のテーマ （pop'n music 17 THE MOVIE）
- 天の峠 （pop'n music 18 せんごく列伝）

### pop'n stage
- cat's Scat

### KEYBOARDMANIA
- Fairy Tale
- My Love (Q-Mex&CHELSEA)
- REGRET (Ryo&Q-Mex5)
- Qのためのソナタ (J.S.Mech)
- Smoky Town (Q.U.A.D)
- Blessing
- Citta' del sole

## その他の作品
- メディカル・サウンド シリーズ
  - リラックスの素（2002年）Della.Inc
  - 元気の素（2002年）Della.Inc
- ダイエット（2006年）Della.Inc
- 朝美人（2008年）Della.Inc
- THE Q-Mex Collection 〜pop'n music & KEYBOARDMANIA〜 [AROUND THE WORLD]（2003年）
- きんちゃんとぎんちゃん /きんさんぎんさん（1992年）- 編曲
- 逢いたい /作詞・永六輔 作曲・穂口雄右 唄・川口京子 - 編曲
- 和你一起走 /Cathy Lau/Pop'n Music Vocal Best2 - 編曲
- S・P・Y/野川さくら /風色恋譜 - 編曲
- 今夜、森をぬけて /Sana/Sana-modeII - 編曲
- 覚めない朝 /Sana/Sana-modeII - 編曲
- ときめきメモリアル Girl's Side イメージアルバム
  - ときめきメモリアル Girl's Side Clovers' Graffiti 1 葉月珪 「花冠の草原」（2003年）
  - ときめきメモリアル Girl's Side Clovers' Graffiti 2 日比谷 渉「Sparkling Heart」（2003年）
  - ときめきメモリアル Girl's Side Clovers' Graffiti 3 鈴鹿和馬 「Transition Game」（2003年）
  - ときめきメモリアル Girl's Side Clovers' Graffiti 4 姫条まどか「Beyond the distance」（2003年）
  - ときめきメモリアル Girl's Side Clovers' Graffiti 5 三原色 「追憶の回廊」（2003年）
  - ときめきメモリアル Girl's Side Clovers' Graffiti 6 氷室零一 「Nocturne」（2003年）
  - ときめきメモリアル Girl's Side Clovers' Graffiti 7 蒼樹千晴 「憧憬」（2003年）
- Piano Calendar（1997年）
- ピアノティータイム（1998年）
- 飛龍の拳II・飛龍の拳III
- チェリ・ガール(Album Mix) - Sanaの楽曲。ミニアルバム「Avril」収録版のオーケストラ編曲
- 僕の飛行機 合唱団ver. 作曲：脇田潤 歌：森の木児童合唱団/ピアノ伴奏/合唱編曲
- White Lovers [remix] - Sanaの楽曲。pop'n music artists X'mas Songs - リミックス

ほか多数。